# Raych Seldon
Raych Seldon è un personaggio immaginario del ciclo della Fondazione di Isaac Asimov.

## Biografia
È nato a Trantor, nel quartiere malfamato di Billibotton, nel settore di Dahl. A dodici anni incontrò Hari Seldon e Dors Venabili in fuga da Eto Demerzel, e li aiutò ad incontrare prima Mamma Rittah e poi Davan. Li seguì poi a nel settore di Wye, dove venne preso in simpatia da Rashelle, impedendo che questa uccidesse Seldon e Venabili. Successivamente fu adottato dai due, andando a vivere nel settore di Streeling.
Otto anni più tardi, a vent'anni, Raych fu mandato da suo padre adottivo di nuovo nel settore di Dahl per incontrare Laskin Joranum, un demagogo che tentava di arrivare alla carica di primo ministro al posto di Eto Demerzel. Suo compito era di convincere Joranum che Demerzel fosse un robot, riuscendoci.
Dieci anni più tardi, a trent'anni, Raych fu mandato di nuovo dal padre ad infiltrarsi in un complotto organizzato da Gambol Deen Narmarti e Gleb Andorin per uccidere Cleon I; il complotto fallì per opera di Manella Dubanqua, un agente sotto coperture dei servizi di sicurezza, incontrata da Raych durante la missione e che in seguito divenne sua moglie.
Da lei ebbe due figlie, Wanda e Bellis.
Negli anni seguenti, Raych scrisse un libro sul suo settore natale, Dahl, ottenendo un discreto successo. Successivamente fece anche da "guardia del corpo" al suo padre adottivo, per poi trasferirsi su Santanni (a 9000 parsec da Trantor) come professore universitario, lasciando su Trantor Hari Seldon e Wanda.
Morì durante una rivolta anti-imperiale su Santanni, durante un bombardamento dell'università ad opera dei ribelli.